# Idanre
Idanre è una  delle diciotto aree a governo locale (local government areas) in cui è suddiviso lo stato di Ondo, in Nigeria. Estesa su una superficie di 1.914 chilometri quadrati, conta una popolazione di 129.024 abitanti.